# Secăreni, Hîncești
Secăreni este satul de reședință al comunei cu același nume  din raionul Hîncești, Republica Moldova.

## Geografie
Satul Secăreni este o localitate în raionul Hâncești situată la latitudinea 47.0252, longitudinea 28.3325 și altitudinea de 164 metri față de nivelul mării. Aceasta localitate este în administrarea orașului Hâncești. Conform recensământului din anul 2004 populația este de 663 locuitori. Distanța directă până în orașul Hâncești este de 35 km. Distanța directă până în municipiul Chișinău este de 59 km.

## Istorie
Prima atestare documentară a satului datează din 25 aprilie 1420:
„Din mila lui Dumnezeu, noi, Alexandru voievod, domn al Țării Moldovei. Facem cunoscut, cu această carte a noastră, tuturor celor care o vor vedea sau o vor auzi citindu-se, că această adevărată slugă a noastră și credincios boier, pan Oană vornic, a slujit mai înainte sfântrăposaților noștri înaintași cu dreapta și credincioasa slujbă, iar astăzi ne slujește nouă cu dreapta și credincioasa slujbă. De aceea, noi, văzând dreapta și credincioasa lui slujbă către noi, l-am miluit cu deosebita noastră milă și i-am dat în țara noastră, în Moldova, satele anume Corneștii, și Miclăușeni, și Lozova, și Săcărenii, și Vornicenii, și Dumeștii și Țigăneștii și Lavreștii și Sadova și Homicești. Toate acestea să-i fie de noi uric, cu tot venitul lor, lui și copiilor lui, și nepoților lui, și strănepoților lui, și răstrănepoților lui și întregului lui neam, cine se va alege cel mai apropiat, neclintit niciodată, în vecii vecilor.

...

Iar pentru mai mare întărire a tuturor celor mai sus-scrise, am poruncit slugii noastre credincioase, pan Isaia logofăt, să scrie și să atârne pecetea noastră la această carte a noastră.

La Suceava, în anul 6928 <1420> aprilie 25.”

## Demografie

### Structura etnică
Structura etnică a satului Secăreni conform recensământului populației din 2004:
| Grup etnic                                               | Populație | % Procentaj  |
| -------------------------------------------------------- | --------- | ------------ |
| Băștinași declarați Moldoveni Băștinași declarați Români | 660 2     | 99,55% 0,30% |
| Ucraineni                                                | 1         | 0,15%        |
| Total                                                    | 663       |              |